# Серрідвен Фоллінгстар
Серрідвен Фоллінгстар (справжнє ім'я Чері Леш, 15 листопада 1952) — американська вікканська жриця, шаманська відьма та письменниця. З кінця 1970-х років вона писала, викладала та читала лекції про магію, ритуали та метафізику, і вважається провідним авторитетом у язичницькому відьмарстві.
Вона є автором трьох історичних романів, які вона називає «посмертними автобіографіями» — спогадами з попередніх життів.
У 2020 році вона опублікувала мемуари «Бульйон із казана».